# Jedynka aproksymacyjna
Jedynka aproksymacyjna (także: aproksymatywna; ang. approximate identity, dosł. „jedynka przybliżona”) – w analizie funkcjonalnej, szczególnie w teorii algebr Banacha, rodzina elementów przybliżająca jedynkę (element neutralny mnożenia) w algebrze Banacha, najczęściej bez jedynki.

## Definicja
Prawostronną jedynką aproksymacyjną w algebrze Banacha {\displaystyle A} jest ciąg uogólniony {\displaystyle \{e_{\lambda }\colon \lambda \in \Lambda \}} taki, że dla każdego elementu {\displaystyle a\in A} zachodzi
{\displaystyle \lim _{\lambda \in \Lambda }\lVert ae_{\lambda }-a\rVert =0.}
Podobnie definiujemy lewostronną jedynkę aproksymacyjną w algebrze Banacha {\displaystyle A} jako ciąg uogólniony {\displaystyle \{e_{\lambda }\colon \lambda \in \Lambda \}} taki, że dla każdego elementu {\displaystyle a\in A} zachodzi
{\displaystyle \lim _{\lambda \in \Lambda }\lVert e_{\lambda }a-a\rVert =0.}
Jedynka aproksymacyjna to ciąg uogólniony, który jest zarówno prawostronną, jak i lewostronną jedynką aproksymacyjną.
Często do powyższych definicji dodaje się również wymóg ograniczoności lub przeliczalności rodziny elementów. Istnieją algebry Banacha, które nie mają jedynki aproksymacyjnej. Trywialnym przykładem jest dowolna przestrzeń Banacha {\displaystyle X} zerowym mnożeniem, tj. {\displaystyle xy=0} dla wszelkich {\displaystyle x,y\in X.}

Wykres kilku pierwszych jąder Fejéra

## Algebry splotowe
Jedynka aproksymacyjna w algebrach splotowych odgrywa taką samą rolę jak ciąg funkcji aproksymujący deltę Diraca (która jest elementem neutralnym splotu). Przykładem takiej jedynki aproksymacyjnej może być jądro Fejéra w teorii szeregów Fouriera, czyli rodzina funkcji danych wzorem:
{\displaystyle F_{N}(x)=\sum _{n=-N}^{N}\left(1-{\frac {|n|}{N}}\right)e^{inx}}
dla {\displaystyle N} naturalnych. Jest to jedynka aproksymacyjna na algebrze splotowej funkcji całkowalnych okresowych {\displaystyle L^{1}(\mathbb {T} )}.

## C*-algebry
Domknięte ideały C*-algebr (a więc same C*-algebry bez jedynki) mają zawsze jedynki aproksymacyjne, które dodatkowo są quasicentralne. Dokładniej, jeżeli {\displaystyle J} jest domkniętym ideałem C*-algebry {\displaystyle A,} to istnieje taka jedynka aproksymacyjna {\displaystyle (x_{j})} w {\displaystyle J,} że dla wszelkich elementów {\displaystyle a\in A} zachodzi
{\displaystyle \|ax_{j}-x_{j}a\|\to 0.}
Ponadto domknięta otoczka wypukła dowolnej jedynki aproksymacyjnej w {\displaystyle J} zawiera jedynkę aproksymacyjną o powyższej własności.